# توشتدت
توشتدت (به آلمانی: Tostedt) یک شهر در آلمان است که در Tostedt واقع شده‌است. توشتدت ۱۳٬۳۲۳ نفر جمعیت دارد.

## خواهرخوانده
شهرهای Morlaàs و Lubaczów خواهرخوانده‌های توشتدت هستند.